# Flattermarke

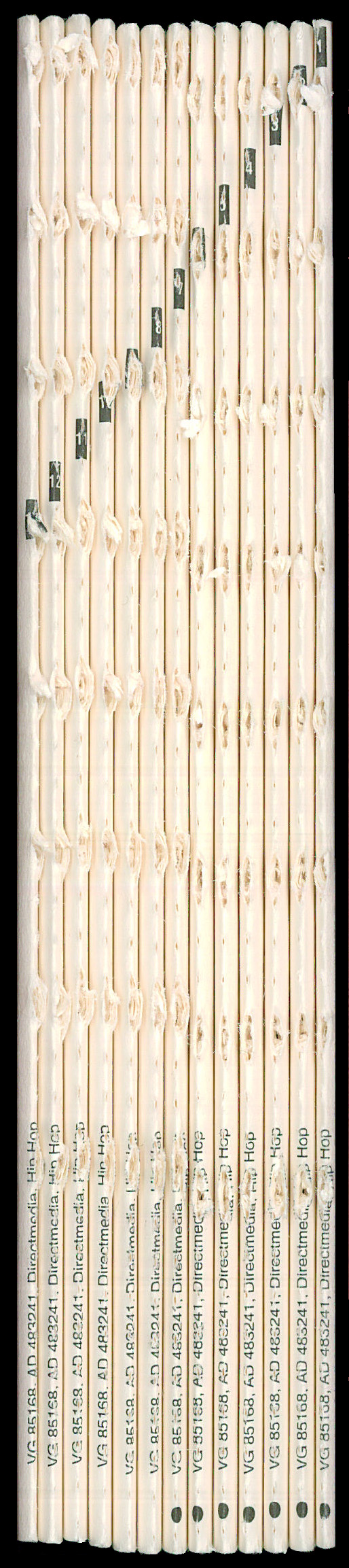
Zum Buchblock zusammengetragene Bogen mit Flattermarken

Flattermarken sind gedruckte Markierungen auf Halbfabrikaten bei der Buch- und Verpackungsherstellung.

## Buchherstellung
Die Flattermarke, auch Bogenrückensignatur genannt, bezeichnet in der Buchherstellung eine Hilfsmarkierung zur Kontrolle der Vollständigkeit und richtigen Reihenfolge der zusammengetragenen Druckbögen. Die Flattermarke ist ein kleiner schwarzer Balken, der auf dem Druckbogen mitgedruckt wird und nach dem Falzen des Bogens auf dem Bogenrücken sichtbar ist. Jeder gefaltete Druckbogen bekommt solch eine Marke, begonnen wird immer am Kopf. Sie ermöglichen es dem Buchbinder, beim Zusammentragen die richtige Reihenfolge zu erkennen. Sind die Bogen richtig angeordnet, sind die Flattermarken treppenförmig untereinander angeordnet. Ist das Buch fertig gebunden, sind sie nicht mehr sichtbar.

## Verpackungsherstellung
Daneben werden Flattermarken auch in der Verpackungsindustrie verwendet. An den Kanten bedruckter Packmittel werden dazu charakteristische Markierungen angebracht, die beim Übereinanderstapeln der Packmittel, wie z. B. zusammengelegter Faltschachteln, eine oder mehrere durchgehende Linie bilden. Unerwünschte Vermischungen mit anderen bzw. anders bedruckten Packmitteln fallen so als Unterbrechungen dieser Linie schnell auf. So werden beispielsweise unterschiedliche Versionen bedruckter Packmittel mit unterschiedlichen Flattermarken versehen, um zu vermeiden, dass versehentlich Packungen mit einem inzwischen überholten Aufdruck in die Produktion gelangen. Im Gegensatz zu den Flattermarken bei Büchern sind diese Flattermarken in Form kleiner Balken häufig an den Kanten von Schachteln handelsüblicher Produkte zu sehen.